# 島本和彥
島本和彥（日语：島本和彦，本名手塚秀彥，1961年4月26日—）為日本的漫畫家、實業家。出生於北海道池田町，現居北海道札幌市。
他的很多作品主要都在小學館《週刊少年Sunday》連載。代表作有《爆炎轉校生》、《逆境九壯士》以及以漫畫家為主角的《青色火焰》系列等。

## 經歷
1982年，島本在就讀大阪藝術大學藝術學院映像計劃學科時，於《週刊少年Sunday》的2月増刊號上刊出了爆炎轉校生的第一回。自此開始了他的漫畫家人生。
除了在雜誌上連載漫畫外，島本和彥也曾積極參與日本的同人創作活動。比如用與自己筆下人物也是漫畫家的炎尾燃合作的名義出版的《嵐之轉校生》（引涉他的作品《爆炎轉校生》）。
2014年，《青色火焰》入圍第18回日本新媒體動漫藝術節漫畫部門優秀賞，2015年同作品入圍第60回小學館漫畫獎一般部門。
同年《青色火焰》改編成真人版日劇，由福田雄一編導，放映期間為2014-07-18～2014-09-26，島本和彥本人客串作為劇末彩蛋。

## 作品列表

### 連載作品
- 爆炎轉校生
- 逆境九壯士
- 青色火焰
- 超級！機動武鬥傳G鋼彈
- 元祖漫畫狂戰記
- 新漫畫狂戰記
- 新生！漫畫狂戰記
- 無謀隊長
- 紅牌足球員
- 動漫狂店長
- 鬼面騎士
- 假面拳擊手
- 假面騎士ZO
- 轉校生 @ 未來系
- 熱力男兒
- 武士魂
- 溫泉超人
- 赤焰武士
- 英雄派遣公司
- 電腦小奇俠

### 其它

#### 人物設定
- 私立正義學園系列（太陽學園體育教師－熱血隼人的人物設定）
- 動畫店長（日语：アニメ店長）
- 女子戰隊（服裝造型設定）
- 機動武鬥傳G鋼彈

## 相關人物
庵野秀明
- 動畫導演和GAINAX的創辦人之一。島本在大學在學期間的同學。

藤田和日郎
- 漫畫家。同樣出身於北海道的同行好友，也因此兩方都會設定以本人為模特兒在作品中出現。另外曾經多次在動漫展相關活動中共同安排簽名會的行程。

## 外部連結
- 俺は燃えてなどいない！ （页面存档备份，存于）－島本和彥的官方個人部落格。（日語）
- 島本和彥的X（前Twitter）（日語）